# 栗原弘行
栗原弘行（1947年2月18日—2014年5月23日），生于日本埼玉縣，家中四子，栗原弘行为第三子，有兄长国起、以及姐妹各一。
栗原家是大宫当地颇具声望的大地主家族。父栗原利郎 （页面存档备份，存于）曾活跃于当地政商两界。初中肄业后，栗原弘行与哥哥国起一起曾活跃于房屋租赁、地产开发等行业。哥哥国起为彼时的政商名人，日本土木工业学会（后日本建設業連合会） （页面存档备份，存于）的初代会長菅原通済 （页面存档备份，存于）担任司机的时候，借机歪打误撞了解到钓鱼台岛的价值。
在回忆录《尖閣諸島売ります》中，栗原弘行对两兄弟的状况着墨不多，但可知的是成年后的栗原弘行自己经营着涉及金融和建筑等领域的多家公司。2009年，因诸多外部因素，位于银座的金融公司运营不善，他亦背上巨额负债。此后多靠典当家产、亲属接济等手段度日。雪上加霜的是，2012年后因肺炎转重，不得不多次住院，接受昂贵的住院治疗。据其前妻栗原圭子称，栗原家早年其实并不富裕，而弘行却常流连于声色场所，连女儿青皇也对此知晓一二；经济危机后，明知家中早已不堪重负，寻花问柳的情况却竟尤甚，“罹患肺炎也是在所难免”。于2014年5月23日终无力承担治疗费用，因肺癌去世。
在2012年第46届日本大选期间，栗原弘行与哥哥国起，参与了和东京都知事石原慎太郎以及日本政府的交涉，并于同年9月10日作价20.5亿日元出售给日本政府。关于此事件，栗原弘行于两周后即火速出版了家族回忆录《尖閣諸島売ります》 （页面存档备份，存于），然而全书160页中有高达127页覆盖了1972年后其家族与钓鱼台岛和日本政府相关的内容。其中关于早年家族与1972年买入，此后运营租赁，以及2012年出售钓鱼台岛给日本政府，有祥有略，都作了记录。对于为何仅初中肄业却能在两周内火速出版刊印该回忆录，栗原弘行在书中解释称，回忆录当时已写毕准备出版，巧遇钓鱼台岛国有化事件，故改名与钓鱼台岛相关。
自传发行一年后，栗原弘行因肺癌不治去世，年仅67岁。

## 生平
1947年，正值大日本帝国的最后一年，栗原弘行出生在埼玉縣，家中人口繁多，父亲栗原利郎是大宫大地主名气高的财政界人物，菅原通济的友人。父亲死后，栗原弘行的哥哥开设了菱屋会馆株式会社。
1972年（昭和42年），古贺善次的妻子花子把钓鱼岛出售给栗原家族。
2010年（平成22年1月）株式会社SUPER SUB一级建筑事务所设立。
2012年（平成24年6月），栗原弘行担任特定非营利活动法人。2012年（平成24年）9月11日，栗原弘行把钓鱼岛低价卖给日本政府。2012年10月，栗原弘行在《周刊朝日》的被采访专文刊布，“（中华人民共和国）作为多民族国家必然不久就会分裂，无论作如何努力，10年后可能就会发生。”

## 家庭
栗原弘行与前妻栗原圭子育有一女栗原青皇。
栗原弘行与哥哥国起一起曾活跃于房屋租赁、地产开发等行业。
哥哥国起在为彼时的政商名人菅原通済担任司机的时候，借机歪打误撞了解到钓鱼台岛附近可能有油气等颇具战略价值的自然资源，并且说服父亲从古賀善次 （页面存档备份，存于）手中买下钓鱼台岛。因此，外界流传的“钓鱼台岛主”实际为栗原国起。然而栗原弘行做人行事更为高调，导致外部通常错以为钓鱼台岛主为栗原弘行。

## 作品
- （日語） 《卖出尖阁诸岛》（广济堂出版）2012年9月28日 ISBN 978-4331516713。

## 亲属
- 父亲栗原利郎
- 母亲栗原和子（栗原美代子）
- 哥哥栗原国起
- 女儿栗原青皇